# Пертовка (река)
Пертовка (в верховьях — Черновка) — река в России, протекает по Виноградовскому району Архангельской области. Устье реки находится в 44 км по левому берегу реки Усолка. Длина реки составляет 15 км.

## Данные водного реестра
По данным государственного водного реестра России, относится к Двинско-Печорскому бассейновому округу, водохозяйственный участок реки — Северная Двина от впадения реки Вага и до устья, без реки Пинега, речной подбассейн реки — Северная Двина ниже места слияния Вычегды и Малой Северной Двины. Речной бассейн реки — Северная Двина.
Код объекта в государственном водном реестре — 03020300412103000033133.